# Bornstraße 5 (Quedlinburg)

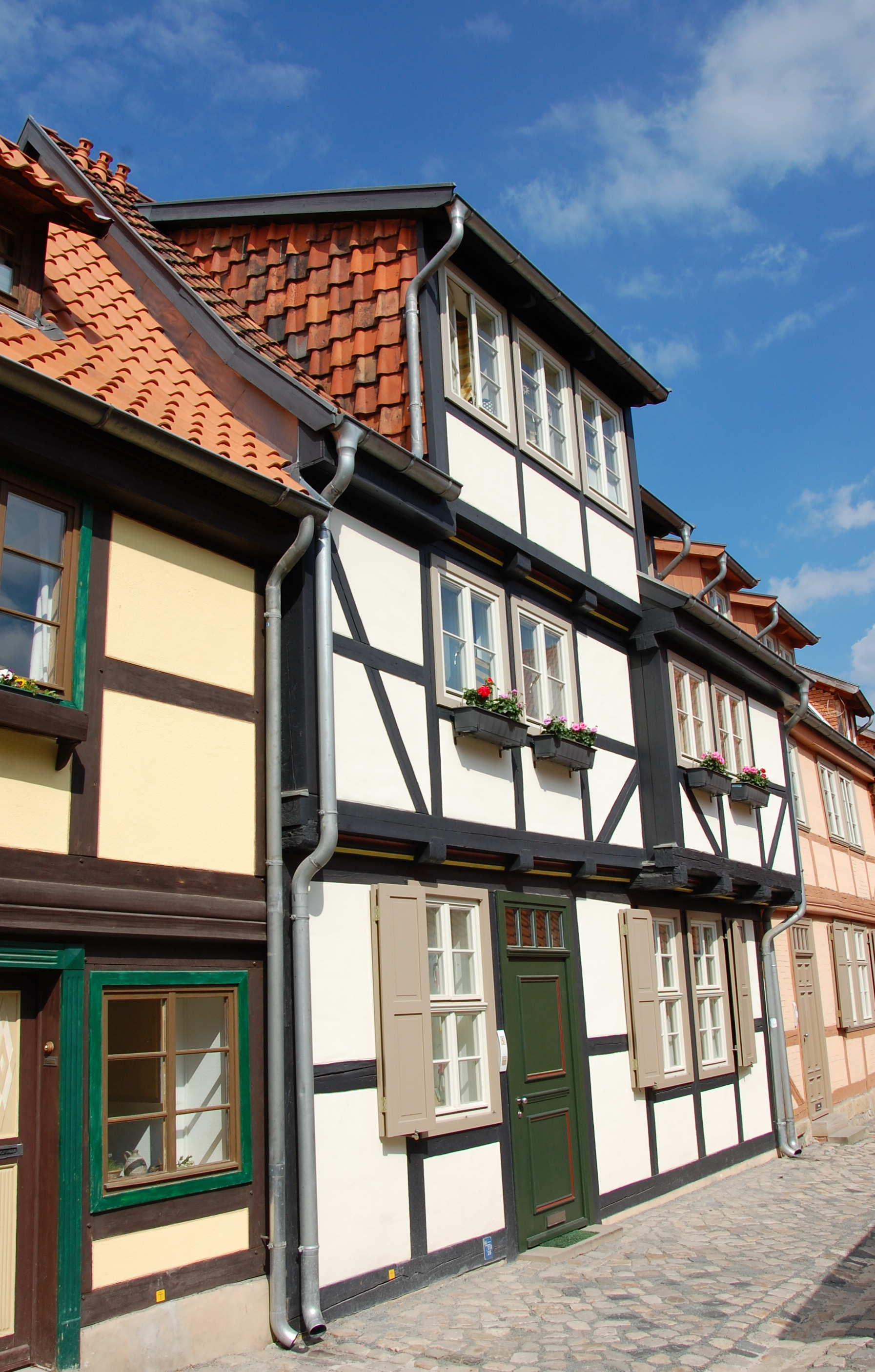
Haus Bornstraße 5

Das Haus Bornstraße 5 ist ein denkmalgeschütztes Gebäude in der Stadt Quedlinburg in Sachsen-Anhalt.

## Lage
Es befindet sich im nördlichen Teil der historischen Quedlinburger Altstadt auf der Nordseite der Bornstraße und gehört zum UNESCO-Weltkulturerbe. Im Quedlinburger Denkmalverzeichnis ist es als Handwerkerhaus eingetragen. Östlich grenzt das gleichfalls denkmalgeschützte Haus Bornstraße 6 an.

## Architektur und Geschichte
Das Fachwerkhaus entstand in der Zeit um 1700. Am Fachwerk finden sich profilierte Füllhölzer und ein Fußband. Das Obergeschoss der östlichen Haushälfte tritt markant in der Art eines Erkers vor. Ende des 20. Jahrhunderts stand das Gebäude leer und war dringend sanierungsbedürftig. Die erforderlichen Arbeiten zum Erhalt des Hauses wurden dann durchgeführt.